# Резюме
Резюме́ (от фр. résumé «сводка») — документ, содержащий информацию о навыках, опыте работы, образовании, и другую относящуюся к делу информацию, обычно требуемую для рассмотрения кандидатуры человека для найма на работу.

## Структура резюме
Резюме обычно состоит из нескольких разделов, информация в каждом из которых призвана в кратком виде ознакомить потенциального работодателя со всеми сведениями о кандидате, необходимыми для его приёма на работу.
Иногда в резюме также включают информацию о членстве в профессиональных ассоциациях, научных публикациях и авторских патентах. Также в резюме можно включить информацию о ваших увлечениях, лучше если это активные увлечения (например, спорт, туризм, танцы), однако подобное описание должно быть изложено вкратце, и не стоит включать в резюме бесполезную информацию.
В разных странах структура резюме, или CV, может отличаться. В последнее время получили широкое распространение Интернет-резюме, заполняемые по определённому шаблону и размещаемые на специализированных сайтах рекрутинговых агентств. Существуют также профессиональные службы, предлагающие составление «грамотных» резюме.
Ещё одним, пока малораспространённым, типом резюме является видео-резюме, которое представляет собой короткий видеоролик, в котором кандидат рассказывает о себе, своих навыках и пр. И так же, как и в случае с Интернет-резюме, для них существуют специализированные сайты, на которых можно их разместить, и компании, которые занимаются их записью и размещением.